# Arch
Arch (toponimo tedesco) è un comune svizzero di 1 573 abitanti del Canton Berna, nella regione del Seeland (circondario del Seeland).

## Monumenti e luoghi d'interesse

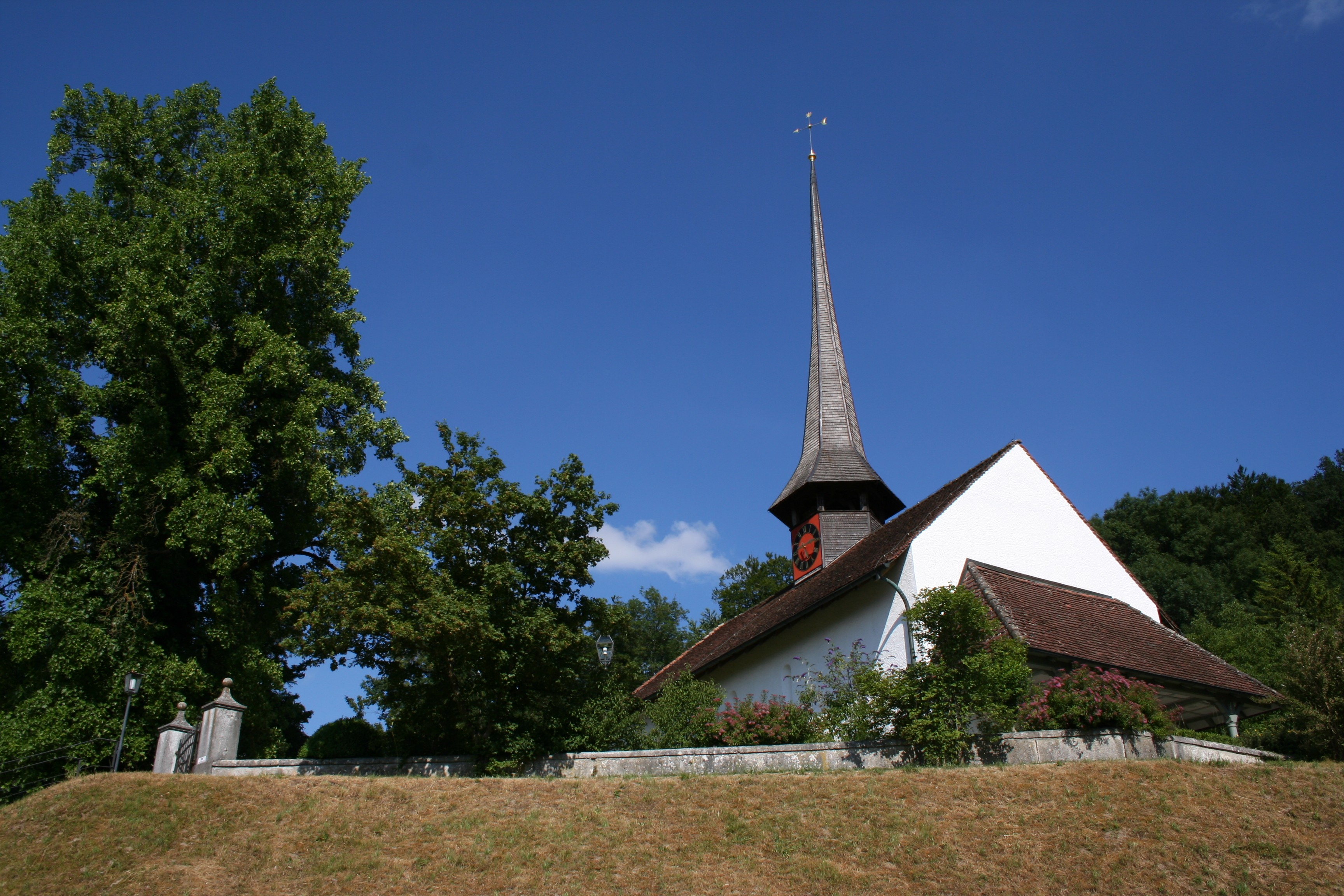
La chiesa riformata

- Chiesa riformata, eretta nel X secolo e ricostruita nel 1530[1].

## Società

### Evoluzione demografica
L'evoluzione demografica è riportata nella seguente tabella:
Abitanti censiti

## Geografia antropica

### Frazioni e quartieri
Le frazioni di Arch sono:
- Aebnit
- Arch
  - Oberdorf
  - Unterdorf
  - Aussendorf
- Breiten
- Leimacher-Mätteli

## Infrastrutture e trasporti
Arch è stato servito fino al 1994 dall'omonima stazione sulla ferrovia Lyss-Soletta.

## Amministrazione
Ogni famiglia originaria del luogo fa parte del cosiddetto comune patriziale e ha la responsabilità della manutenzione di ogni bene comune.